# Famille Gueudet
Pour les articles homonymes, voir Gueudet (homonymie).
La famille Gueudet est une famille d'entrepreneurs français, originaire de Picardie.
Le patronyme Gueudet est un dérivé de guède, une plante herbacée à petites fleurs jaunes et dont les feuilles étaient utilisées en teinturerie jusqu'au XIXe siècle pour leur matière colorante bleu foncé.
La famille Gueudet prend racine à Troussencourt dans le département de l'Oise. Le village de Gueudecourt dans le département de la Somme est également à l'origine du nom Gueudet.

## Charles Gueudet (1852-1928)
Charles Gueudet est né le 23 février 1852 à Troussencourt (Oise) et décédé en 1928. Il est le fondateur en 1880 des établissements Gueudet devenus sous l'impulsion de ses deux fils, Gustave et Lucien, le Groupe Gueudet.
Charles Gueudet est le fils de Charles Gueudet et de Florine Léguillon. Sa famille est enracinée depuis très longtemps à Troussencourt. Son père, comme ses aïeux, prénommés Charles de père en fils, sont fabricants et peigneurs de laine depuis 1750 environ et propriétaires terriens depuis des générations.
Charles se marie à Paris le 7 septembre 1877 avec Marie Huré qui lui donnera quatre fils : Charles (1877-1879), Léon (1879), Gustave (1880), Lucien (1886). Les deux derniers rejoignent leur père dans l'affaire familiale qu'ils transformeront considérablement avec l'essor de l'automobile.
Il est inhumé au cimetière de Breteuil-sur-Noye.

## Gustave Gueudet (1880-1970)
Gustave Edouard Hector Gueudet est un industriel français né le 10 décembre 1880 à Bagnolet (Seine) et mort le 20 mars 1970 à Nice (Alpes-Maritimes).
Né en région parisienne où son père Charles Gueudet s'est temporairement installé après son mariage à Paris avec Marie Huré, issue d'une famille de vignerons dans le Loiret, Gustave Gueudet grandit à Breteuil-sur-Noye dans l'Oise, le vrai berceau de la famille Gueudet. D'abord mécanicien puis constructeur-mécanicien dans l'entreprise fondée par son père qui fabrique des bicyclettes et des machines à coudre sous les marques La Gauloise et Gueudet, Gustave Gueudet comprend vite que l'automobile, alors émergente, va révolutionner le monde. Dès lors, il s'associe avec son frère Lucien, ingénieur des Arts et Métiers, et la petite usine de Charles devient les établissements Gueudet Frères puis le Groupe Gueudet.

Entretemps, Gustave Gueudet a épousé en 1909, à Paris, Adèle Alexandre (1890-1964) avec qui il aura deux enfants : Robert, né en 1910, et Simonne, née en 1913 et qui décédera à l'âge de quatre ans.

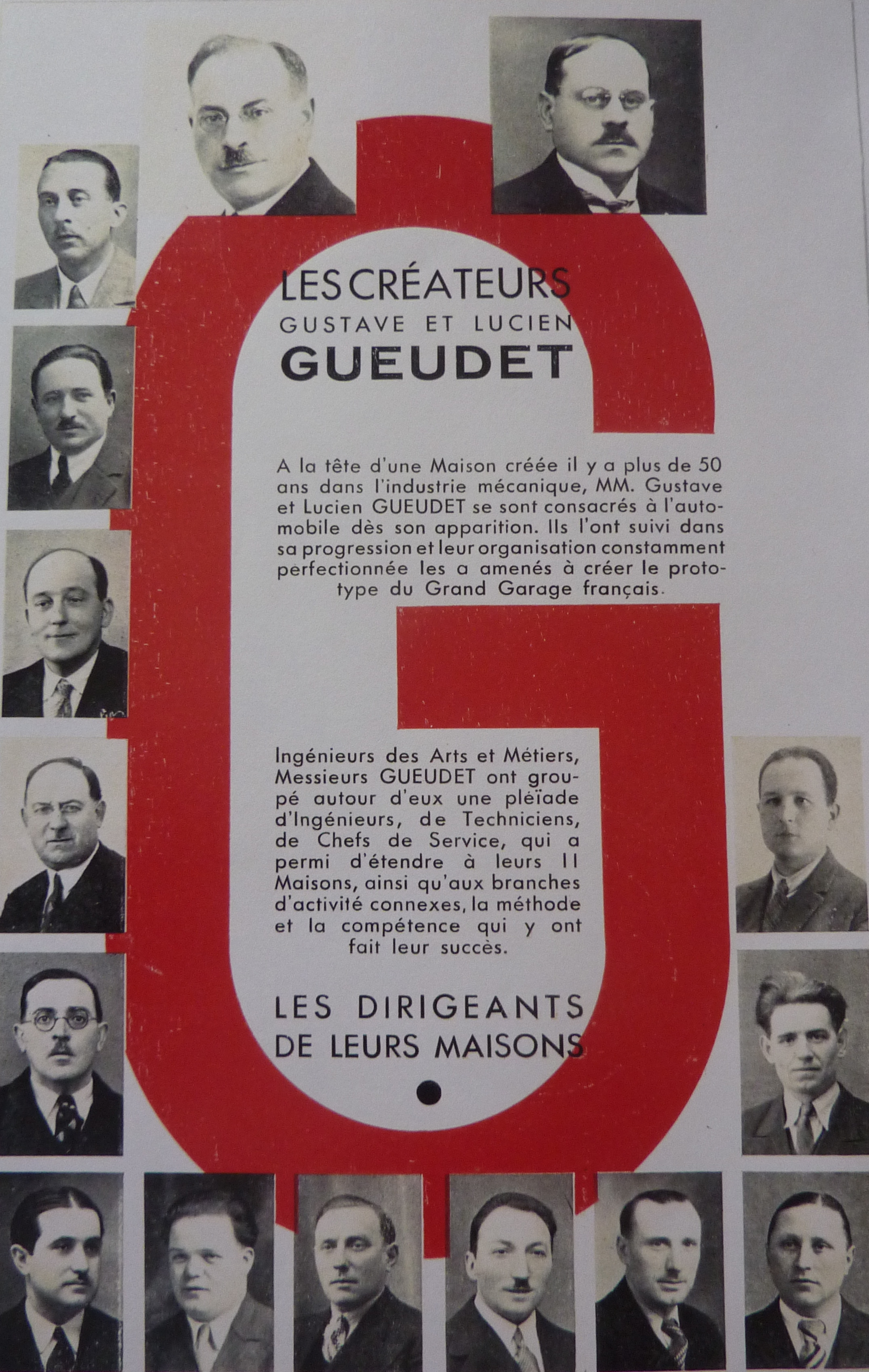
Gustave Gueudet, fondateur du groupe de distribution automobile Gueudet, avec son frère Lucien.

L'une des étapes importantes de la vie professionnelle de Gustave Gueudet sera sa rencontre avec Louis Renault avec qui il signe un contrat de distribution dès 1920, devenant ainsi l'un des précurseurs de la distribution automobile en France. Gustave Gueudet s'engage alors à vendre quatre véhicules par an.
Rapidement, les frères Gueudet développent un réseau de garages couvrant toute la Picardie et établissent leur siège à Amiens où ils inaugurent le nouveau siège de l'entreprise en 1922 au 19 de la rue des Otages. Gustave Gueudet est considéré comme un travailleur acharné, laissant à son frère Lucien les "relations publiques." Il consacrera sa vie au développement du Groupe Gueudet dans l'automobile, les transports, les véhicules industriels, les cycles, les carburants, le matériel agricole, faisant de l'entreprise un acteur incontournable en Picardie mais aussi au niveau national.
Figure régionale discrète et respectée, il reçoit les insignes de Chevalier de la Légion d'honneur en 1956 sur proposition du Ministre des finances et des affaires économiques. Dix ans plus tard, il voit son fils unique et successeur désigné, Robert Gueudet, disparaitre prématurément. Gustave Gueudet se voit alors dans l'obligation de reprendre la tête du groupe familial afin d'assurer sa succession, avant de se retirer sur la Côte d'Azur où il terminera sa vie. Comme pour son fils Robert, les obsèques de Gustave Gueudet se déroulèrent en l'église Saint-Martin d'Amiens et au  cimetière Saint-Acheul d'Amiens où hommage lui fut rendu.

## Lucien Gueudet (1886-1970)
Lucien Marius Alexis Gueudet est un ingénieur et industriel français né le 30 octobre 1886 à Breteuil-sur-Noye (Oise) et mort le 7 mai 1970 à Paris 17e arrondissement.
Lucien Gueudet grandit à Breteuil-sur-Noye dans l'Oise. Bon élève, il poursuit après son baccalauréat des études qui le mèneront à l'obtention du diplôme d'Ingénieur des Arts et Métiers en 1907. Il rejoint alors son frère Gustave Gueudet dans la fabrique familiale de bicyclettes et de machines à coudre à Breteuil. Les deux frères développent l'affaire qui devient les établissements Gueudet Frères qui amèneront à la création du Groupe Gueudet.
Le 27 janvier 1913, Lucien Gueudet se marie à Breteuil avec Jeanne Toulet (1895-1985) dont il aura une fille, Renée née le 3 mai 1923 à Amiens.
En 1920, Lucien devient membre de la Société des ingénieurs de l'automobile à Paris.
Le groupe ne cesse de se développer jusqu'à la Seconde Guerre mondiale où il subit de très importants dégâts, pillages, réquisitions ou destructions. Après la Guerre, Gustave, Lucien et Robert repartent à l'assaut des affaires et entreprennent la reconstruction de leur entreprise qui, de nouveau, connaît une forte croissance.
Les deux frères se complètent assez bien, Gustave l'infatigable homme d'affaires toujours présent et Lucien, l'ingénieur amateur de relations publiques, de voyages lointains et d'opéra.
En 1960, à la suite d'un partage du Groupe Gueudet en deux, Lucien obtient la branche transport et réfrigération alors que Gustave et son fils Robert conservent la branche distribution. Cet évènement altère les relations entre les deux frères et Lucien, âgé de 74 ans, demande à son gendre Pierre Amiaud (1914-1975), ingénieur de l'École Centrale des Arts et Manufactures (École centrale Paris), Croix de guerre 39-45, de prendre la direction opérationnelle de ces activités, notamment les sociétés de transport Les Autobus Artésiens et Les Courriers Automobiles Picards. Les deux hommes créent également ensemble la société de réfrigération Gueudet et Amiaud.
Lucien Gueudet décède à son domicile parisien le 7 mai 1970. Il est inhumé à Maignelay (Oise).

## Robert Gueudet (1910-1966)
Robert Lucien René Gueudet est un industriel français né le 20 novembre 1910 à Breteuil-sur-Noye (Oise) et mort le 30 mars 1966 à Amiens (Somme).

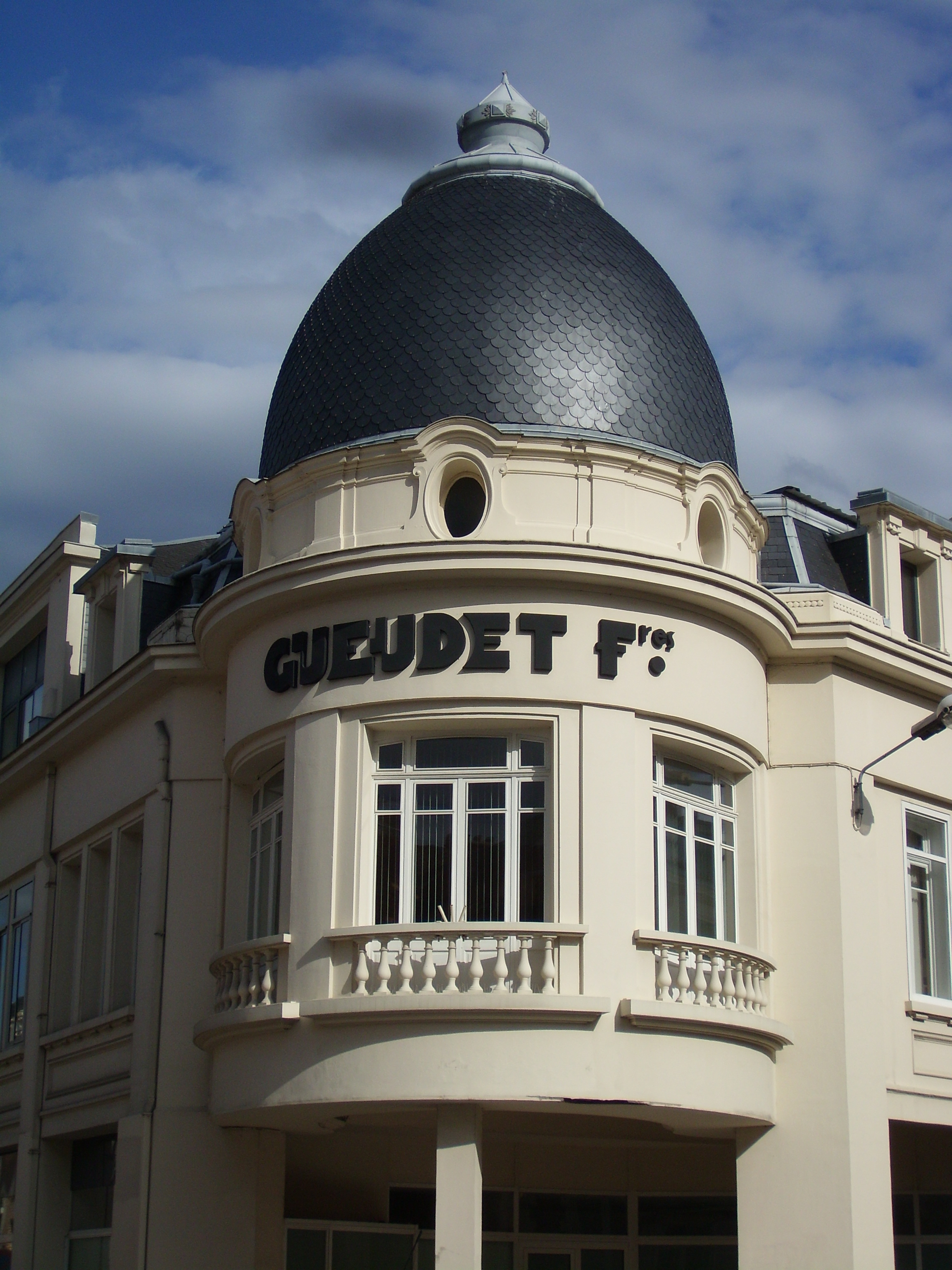
Le siège amiénois du groupe familial a été inauguré en 1922.

Fils de Gustave Gueudet, Robert grandit dans sa ville natale puis à Amiens. Il effectue sa scolarité au collège Sainte-Barbe à Paris puis intègre l'École spéciale des travaux publics, du bâtiment et de l'industrie (ESTP) où il ne passera que deux ans.
Très rapidement, Robert Gueudet rejoint son père et l'entreprise familiale. Il se marie en l'église Saint-Sulpice à Paris le 25 avril 1939 avec Arlette Vigot (1919-2012), fille d'un éditeur parisien du 6e arrondissement. La réception a lieu à l'hôtel George V. Le couple aura cinq enfants: Jean-Claude, Patrick, Michèle (née le 29 septembre 1945, décedée en décembre à l'âge de 3 mois), Denis, Carole.
Peu de temps après son mariage, Robert Gueudet est mobilisé à la suite de l'entrée en guerre de la France. Sa famille est mise à l'abri en zone libre à partir de l'automne 1940. La vaste maison familiale du jeune couple, située au 2 rue Saint-Fuscien à Amiens, est rapidement réquisitionnée par l'ennemi et devient un bureau de poste allemand.
Après la Guerre, Robert Gueudet travaille activement à la reconstruction et au développement du Groupe Gueudet. Au fil des ans, il devient président de nombreuses sociétés et aussi très impliqué, tant au niveau régional que national, dans différentes organisations professionnelles, parmi lesquelles la Chambre syndicale nationale du commerce et de la réparation automobile (CSNCRA) et le Groupement des concessionnaires Renault (GCR), jusqu'au jour où il tombe malade. Il décède finalement chez lui le 30 mars 1966 à l'âge de 55 ans, laissant sa femme, ses quatre enfants et son père alors âgé de 86 ans. Les obsèques sont célébrées en l'église Saint-Martin d'Amiens, suivies de l'inhumation au cimetière Saint-Acheul d'Amiens.

## MmeRobert Gueudet (1919-2012)
Épouse de Robert Gueudet, Arlette Françoise Clotilde Vigot est née le 24 juin 1919 à Paris 6e arrondissement et décédée le 14 décembre 2012 à Paris 16e arrondissement.
Fille de Paul dit Jean-Paul Vigot (1893-1986), éditeur parisien spécialisé dans les ouvrages de médecine (éditions Vigot), capitaine de cavalerie, Chevalier de la Légion d'honneur, Croix de guerre 14-18, et de Colette Hérold (1899-1988), issue d'une famille de musiciens (le compositeur Ferdinand Hérold) et d'hommes politiques (le ministre Ferdinand Hérold), Arlette Vigot grandit à Paris, au Quartier latin. Elève à l'École alsacienne, elle étudie ensuite à l'École du Louvre, rencontre son futur mari à Megève en 1938 et se marie six mois plus tard. Installé à Amiens où siège le Groupe Gueudet, le jeune couple doit bientôt faire face à l'entrée de la France dans la Seconde Guerre mondiale. Veuve à l'âge de 45 ans, Arlette Gueudet devient par la suite présidente de la société Gueudet Frères pendant une trentaine d'années. Décorée de la Médaille de la famille française, en 1995 à l'Hôtel de Ville de Paris, elle décède en son domicile parisien de l'avenue Henri-Martin à l'âge de 93 ans. Ses obsèques auront lieu en l'église Saint-Honoré d'Eylau et seront suivies de l'inhumation au cimetière de Passy.

## Jean-Claude Gueudet (1940)
Jean-Claude Robert Serge Gueudet est un chef d'entreprise français né le 3 novembre 1940 à Vichy (Allier). Il est le fils de Robert Gueudet et de Arlette née Vigot. Il a étudié au collège Saint-Martin de France à Pontoise. En 1963, il épouse à Amiens Monique Trogneux avec qui il aura trois enfants. Monique Trogneux est la fille de Jean Trogneux, confiseur-chocolatier, dirigeant de la société du même nom,, et sœur de Brigitte Trogneux, future épouse du président de la République, Emmanuel Macron.
Président du Groupe Gueudet, il a hissé celui-ci au 1er rang national des groupes de distribution automobile familiaux en 2019 et au 22e rang européen. Il a aussi présidé le Golf Club d'Amiens pendant de nombreuses années.
Le magazine Challenges le classe 365e fortune française en 2017, avec une fortune évaluée à 200 millions d'euros, et 375e fortune française en 2020 avec une fortune évaluée à 230 millions d'euros.

## Patrick Gueudet (1942)
Patrick Edouard Pol Gueudet est un chef d'entreprise franco-belge né le 24 juillet 1942 à Vichy (Allier). Il est le fils de Robert Gueudet et de Arlette née Vigot. Il a étudié aux collèges La Providence à Amiens, Saint-Martin de France à Pontoise et au lycée d'Amiens. Après son baccalauréat et une classe préparatoire, il intègre l'École des hautes études commerciales de l'Université de Lausanne (HEC Lausanne) en Suisse où il obtient une licence ès sciences commerciales et économiques. Il rejoint ensuite le réseau Renault puis le groupe familial dont il devient Directeur général en 1980.

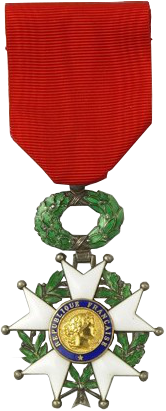
Gustave Gueudet et Patrick Gueudet ont tous les deux reçu la Légion d'honneur.

Dirigeant du Groupe Gueudet jusqu'en 2005 et auteur de logiciels informatiques innovants, il est nommé par décret du 31 décembre 2004 Chevalier de la Légion d'honneur sur le contingent du ministère de l'Économie, des Finances et de l'Industrie,, à la demande du président de la République Jacques Chirac qui a usé de sa réserve de croix. Le 9 mars 2005, il est décoré dans l'intimité à Paris par un conseiller du président de la République, peu de temps après son retrait des affaires familiales.